# Garfield: Big Fat Hairy Deal
Garfield: Big Fat Hairy Deal is een computerspel uit 1988 voor de ZX Spectrum, Commodore 64 en de Amstrad CPC, gebaseerd op de strip Garfield.
Het spel is een action-adventure spel met elementen van een platformspel. De hoofdrol is uiteraard weggelegd voor Garfield, die zijn vriendin Arlene moet bevrijden uit het dierenasiel. Zijn zoektocht begint in het huis van Jon en gaat vervolgens door de straten, donkere steegjes en zelfs de riolen. Verschillende objecten kunnen onderweg worden gevonden en Garfield ontmoet bekende personages zoals Odie, Nermal en zelfs enorme ratten. Al deze dingen kunnen hem helpen of hinderen op zijn zoektocht.
Elke kamer vult één scherm. Garfield kan naar de volgende kamer lopen door links of rechts het beeld uit te wandelen. Hij kan voorwerpen oppakken door eroverheen te lopen, maar kan slechts één voorwerp tegelijk dragen.
In sommige versies van dit spel zijn de achtergrond graphics alleen in zwart wit, terwijl ze in anderen (zoals de Commodore 64) geheel gekleurd zijn.

## Uitgaven
- Amiga (1988)
- Amstrad CPC (1988)
- Atari ST (1988)
- Commodore 64 (1988)
- ZX Spectrum (1988)

## Ontvangst
| Beoordeeld door                       | Platform     | Datum         | Score |
| ------------------------------------- | ------------ | ------------- | ----- |
| ACE (Advanced Computer Entertainment) | Commodore 64 | maart 1988    | 58%   |
| Power Play                            | Commodore 64 | februari 1988 | 45%   |
| Happy Computer                        | Commodore 64 | februari 1988 | 40%   |
| Joystick (German)                     | Amiga        | januari 1989  | 40%   |